# BrainSurge
BrainSurge es un programa de juego de Estados Unidos que estrenó por Nickelodeon el 28 de septiembre de 2009. El director del programa es Jeff Sutphen. Este show es grabado en Sony Pictures Studios en Culver City, California.
En Latinoamérica (y hasta incluso Brasil) fue creada una versión propia del programa. Lleva por título Veloz Mente y se estrenó en Discovery Kids el 7 de noviembre de 2011.

## Formato
BrainSurge es un desafío para poner a prueba la memoria y las habilidades de comprensión de sus concursantes.

### Nivel Uno
Los concursantes comienzan a jugar una serie de puzles visuales. Había seis puzles, por valor de 10, 20, 30, 40, 50, y 100 puntos cada uno (para un máximo de 250 puntos), el rompecabezas de 40 puntos se cayó. Cada solución es un número, formas, o letras que los jugadores necesitan para entrar en el uso de sus teclados. Los concursantes tienen 10 segundos para bloquear en sus respuestas. El avance de los cuatro mejores notas concursantes a la siguiente ronda (los empates se rompan por la rapidez de los concursantes han entrado en sus respuestas, a veces, un rompecabezas de desempate se jugó en su lugar), todos los concursantes eliminados en los niveles de esta y las futuras se envían por la "fuga de cerebros", un tobogán formado como el oído humano que contiene "cera en los oídos" en la espuma.

#### Video Bonus
Los concursantes comienzan a jugar "bonificación de vídeo", Los puzles, por valor de 25, 30 and 45 puntos. Heatley sentarse sofá, cama, o nada, Los concursantes tocar El Micro Mirror. Seguimiento duro una gran cantidad de puntos. Los concursantes seguimiento duro por uno de ellos. Heatley dijo a los jugadores ver la respuesta correcta un rompecabezas de desempate para comprobar las cosas difíciles.

### Nivel Dos
Durante la segunda ronda, los cuatro concursantes restantes se contó una historia de un libro leído por el anfitrión y se les hace preguntas a su vez, acerca de la historia. Los concursantes encierran en sus respuestas al sentarse en una silla. Si un competidor consigue una pregunta equivocada, el presidente hace un "Brain Fart", y el competidor o equipo se tira atrás a través de un documento de "diente" de una cara grande (hecho para parecerse a Heatley anfitrión) y eliminado del juego aún más. Esto continúa hasta que dos concursantes o equipos permanecen. 

### Uno Contra Uno
En los Uno Contra Uno, los dos concursantes restantes tienen diez segundos para memorizar una cuadrícula de 16 números con 8 pares de imágenes de la historia. Los concursantes se turnan para una concentración de las imágenes de la historia. Una vez que cualquier competidor comete un error, el jugador que hace el siguiente partido, gana el juego en un partido de muerte súbita. En este punto, el competidor que perdió en esta ronda y el 2 eliminó a los concursantes de nivel 2, también disminuye la fuga de cerebros.

### Nivel Tres
Para la ronda de bonos, el concursante debe trazar con éxito tres rutas en redes dentro de los 90 segundos. El primer camino es seis cuadrados sobre una cuadrícula de 4x4, el segundo es de ocho plazas en una cuadrícula de 5x5, y el tercero es de diez plazas en una cuadrícula de 6x6 plazas están siempre conectados (horizontalmente, verticalmente o en diagonal). Cada cuadro tiene un actuador en el medio que pueden ser tocados para activar la plaza. Los concursantes ven cada ruta doble, el reloj comienza a funcionar cuando el primer participante activa de un cuadrado. Después de completar un camino con éxito, el concursante debe pisar un actuador fuera del tablero para detener el reloj. Los concursantes se les dice de inmediato cuando se comete un error, sino que debe volver al inicio y ver el modelo de nuevo antes de que se les permita continuar, al ver el patrón después de un error, el reloj sigue funcionando. Los concursantes pueden ganar tres premios, uno para completar cada uno de los tres caminos, ninguno de los premios que ganan en un mismo escenario a salvo pase lo que pase después. Los concursantes que no cumplen con las tres tablas que baja la fuga de cerebros, mientras que los concursantes que tienen éxito con la tradición de la red.

## Recepción
BrainSurge ganó el CableAce Award a la Mejor Excelencia en abril de 2013. Tamsin Heatley es una actriz de voz que interpretó a "Mum" en "Horrid Henry" episodios.